# Olaria
Uma olaria (de "ola", termo antigo para "panela de barro"), cerâmica, oficina de oleiro ou oficina de ceramista é um local destinado à produção de objetos que utilizam o barro ou argila como matéria-prima. Quando a produção destes objetos é em grande quantidade (em escala industrial), também podemos denominar uma olaria como sendo uma fábrica. Existe uma diversidade não muito grande de peças ou objetos fabricados em uma olaria e, salvo exceções, o produto final corresponde a tijolos, manilhas, telhas ou louças.

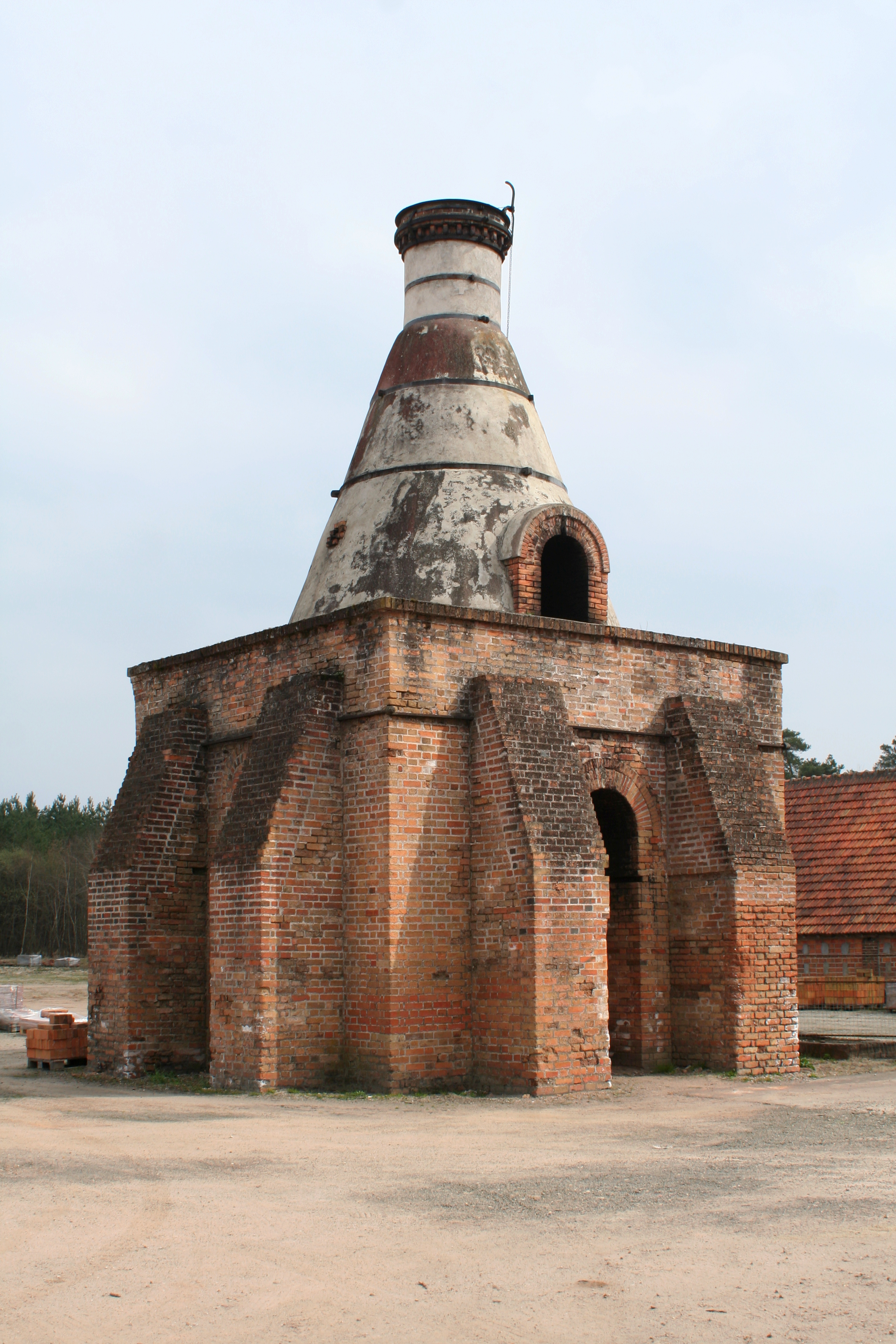
A olaria Tuilerie de la Bretèche, monumento histórico localizado em Ligny-le-Ribault, na França

## História
A oficina de oleiro é considerada a mais antiga das indústrias, isto porque a humanidade, na pré-história, começou a substituir os vasos de cerâmica pelos vasilhames (utensílios domésticos) feitos de porongos, cocos e cabaças, entre outras cascas utilizados para o armazenamento de alimentos.
A manufatura de objetos do barro e o surgimento de oficinas de oleiro ocorreu no período neolítico, quando os povos ou sociedades iniciam a confecção de instrumentos mais sofisticados para sanar o problema do armazenamento ou do preparo dos produtos oriundos da produção agropastoril, principal característica da revolução neolítica.

### No Brasil
A técnica da queima do barro ou terra queimada já era de conhecimento dos índios aborígenes que viviam nas terras do atual território brasileiro. Os colonos portugueses nada de novo trouxeram, restringindo-se apenas a estruturar e concentrar a mão de obra. A modernização da técnica no Brasil colonial ocorreu com a ajuda dos padres jesuítas, que transformam o rudimentar processo numa produção seriada, quando introduziram o uso dos tornos e das rodadeiras.
.

### Portugal
O processo de fabrico da Louça preta de Bisalhães, em Vila Real, foi classificado pela UNESCO como Património Imaterial da Humanidade em 2016. Esta distinção surge no seguimento de uma candidatura apresentada pela Câmara Municipal de Vila Real dada a necessidade de preservar esta atividade que se encontrava em vias de extinção.
O processo de fabrico de barro negro existe, pelo menos, desde o século XVI. Esta distinção permitiu implementar um plano de salvaguarda que vai desde a "formação de oleiros, passando pela certificação do processo e até ao incentivo de novas utilizações e designs para este material único”.

### Europa
Existem peças de cerâmica (artesanato) encontradas em terra que na atualidade fazem parte do continente europeu que datam de 6000 a.C., mas somente em 1200 a.C é que são fabricados os primeiros tijolos na Europa, indicando, assim, a provável data do surgimento das primeiras oficina de oleiro no velho continente.

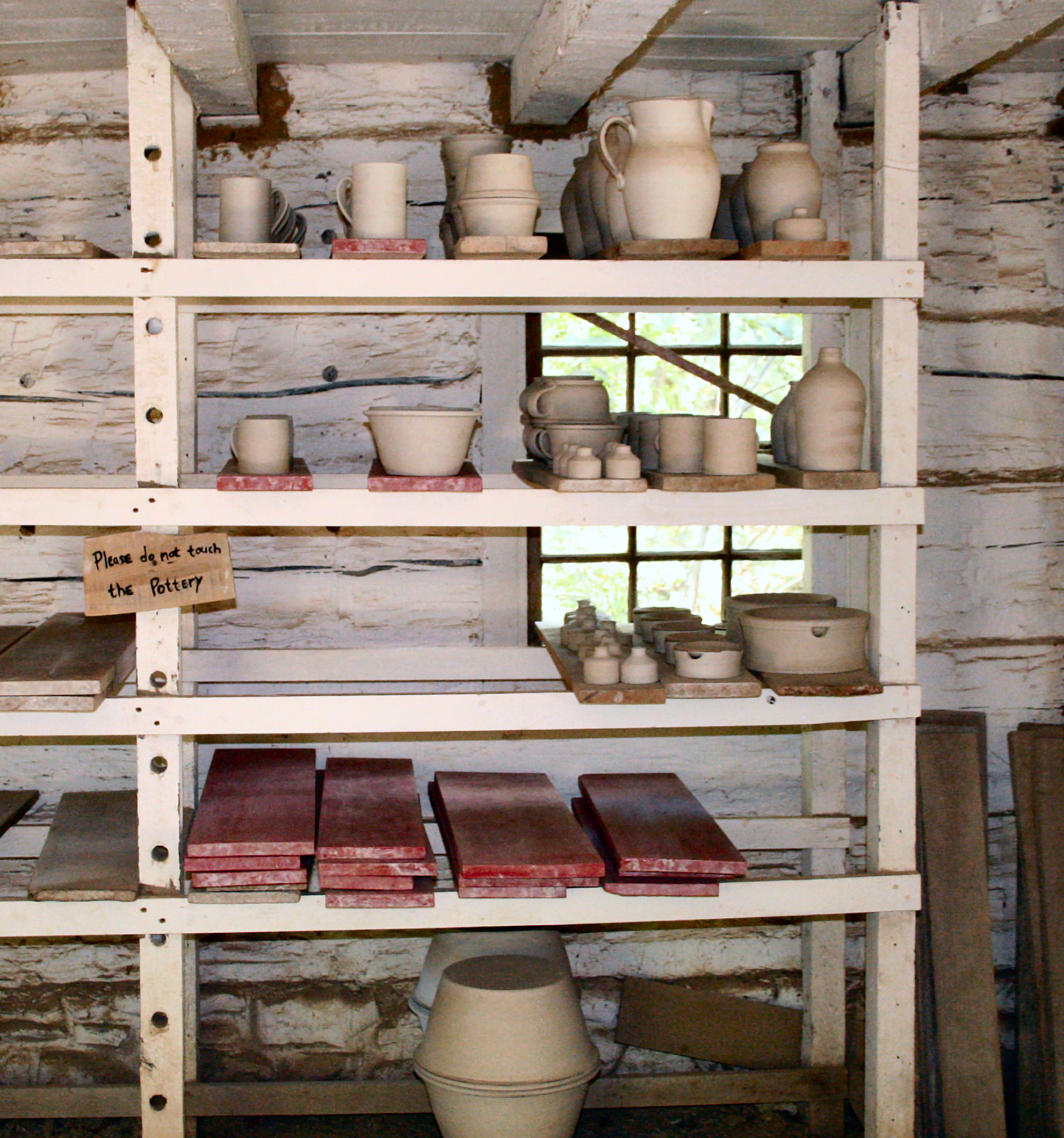
Produtos no "sequeiro"

## Processo fabril em uma olaria
A oficina de oleiro, aos moldes das olarias primitivas, possui a simplicidade como principal característica, bem diferente da produção em escala industrial. Após coletado a matéria-prima (barro ou argila), o mesmo fica exposto ao sol por determinado período para a decomposição de material orgânico. Em seguida, ocorre a modelagem do artefato desejado e, logo após, é estocado por um novo período para a secagem (eliminação do excesso de umidade) do mesmo. O processo final é o cozimento da peça em fornos ou em caieiras.

## Equipamentos, acessórios e técnicas da olaria básica

### Torno

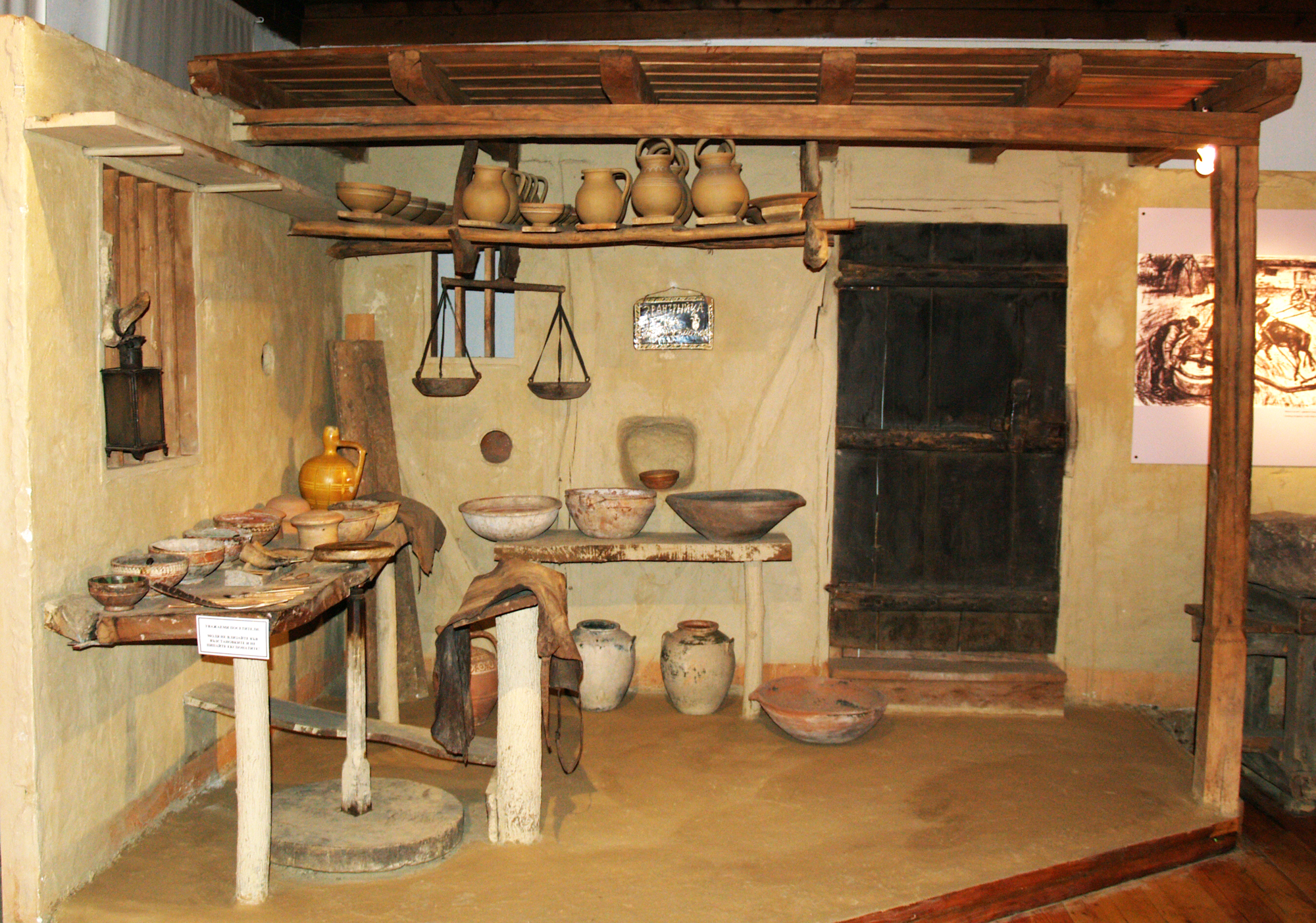
Produtos rústicos fabricados em uma olaria

Pesquisas arqueológicas apontam que o "torno'" (ou "roda") da modelagem da argila tem a sua origem por volta de 1000 a.C., sendo a primeira tecnologia que impulsionou as oficinais de oleiro nos critérios rapidez e perfeição de acabamento das peças. Atualmente, são muito utilizados na fabricação de peças de cerâmica como obra de arte ou artesanato, não deixando de ser uma peça industrial, pois muitos processos da indústria da cerâmica utilizam-se desta antiga tecnologia.
Este aparelho, ordinariamente de carvalho, compõem-se de um estrado retangular, o "trabul" ou "trabulo", do centro da qual se ergue um eixo, o "quisso". Em torno deste, move-se o "tampo" ou "tabuão". Não há atrito direto entre a "roda" e o "trabul"; inferiormente a ela, cruzam-se duas espessas réguas, as "pombas", que efetuam esse contacto inevitável e se afastam do disco pelas "cravelhas", ou sejam, curtas espiguetas de madeira. Em face à "roda", o oleiro, com a mão direita, imprime-lhe frequentemente o movimento necessário e, logo, com as duas, modela a pasta e guia a curva. Mais ou menos modificada, seria esta a forma usada nas antigas olarias do velho continente em seus primórdios, sendo, na atualidade, muito utilizada para o artesanato indígena.
Após moldados o artefato, os mesmo ficam a secar à sombra durante um determinada tempo em prateleira chamadas de "sequeiros".

### Acessórios
Um dos acessórios ao lado do torno é o "augueiro", peça destinada a manter certa quantidade de água indispensável ao trabalho.
Outros acessórios indispensáveis são: o "esquinote", um pedaço de madeira para desengrossar as peças em movimentos e o "furadouro", espécie de espátula grosseira com que se alizam as superfícies ou gravam os ornamentos.
A "placa" é um recurso utilizado, não por todos os oleiros, para espalhar a argilo com um "rolo" e o auxílio de "réguas" de madeira para calibrar a espessura da massa.
Existem as "ferramentos de acabamento" e as "ferramenta de torno" utilizadas para pequenos reparos ou modelagem, pois a principal "ferramenta" do oleiro são as suas próprias mãos.
O "pirômetro" é um equipamento eletrônico para o controle da temperatura do forno.
Os "moldes" destinam-se a confeccionar pequenas peças cerâmicas, podendo ser estas em gesso, de cerâmica, de vidro, de plástico, de cimento, de silicone e outros materiais.

### Forno
O forno destinado ao cozimento da argila pode ser a lenha, elétrico ou a gás. Há inúmeros tipos e tamanhos para todas as necessidades. Os fornos feitos com tijolos refratários geralmente ocupam mais espaços, porém são mais eficiente e rápidos para se alcançar o objetivo final.

### As técnicas de modelagem
São três os tipos de modelagem básica (uso artesanal ou em pequenas linhas de produção):
- Modelagem de mão - técnica manual e mais primitiva, onde as peças são construídas com o uso de rolos, placas ou bolas de argila, sendo alisadas e umedecidas com as próprias mãos. Modelagem com as mãos era a técnica usada por povos primitivos e usados, na atualidade, por artesões e índios.

- Modelada em torno - utiliza-se da primeira tecnologia desenvolvida pelos oleiros: o torno e seus acessórios.

- Modelagem por drenagem ou o uso de moldes - técnica usual na fabricação em série de produtos de cerâmica, utilizando-se de moldes para a confecção do produto final.

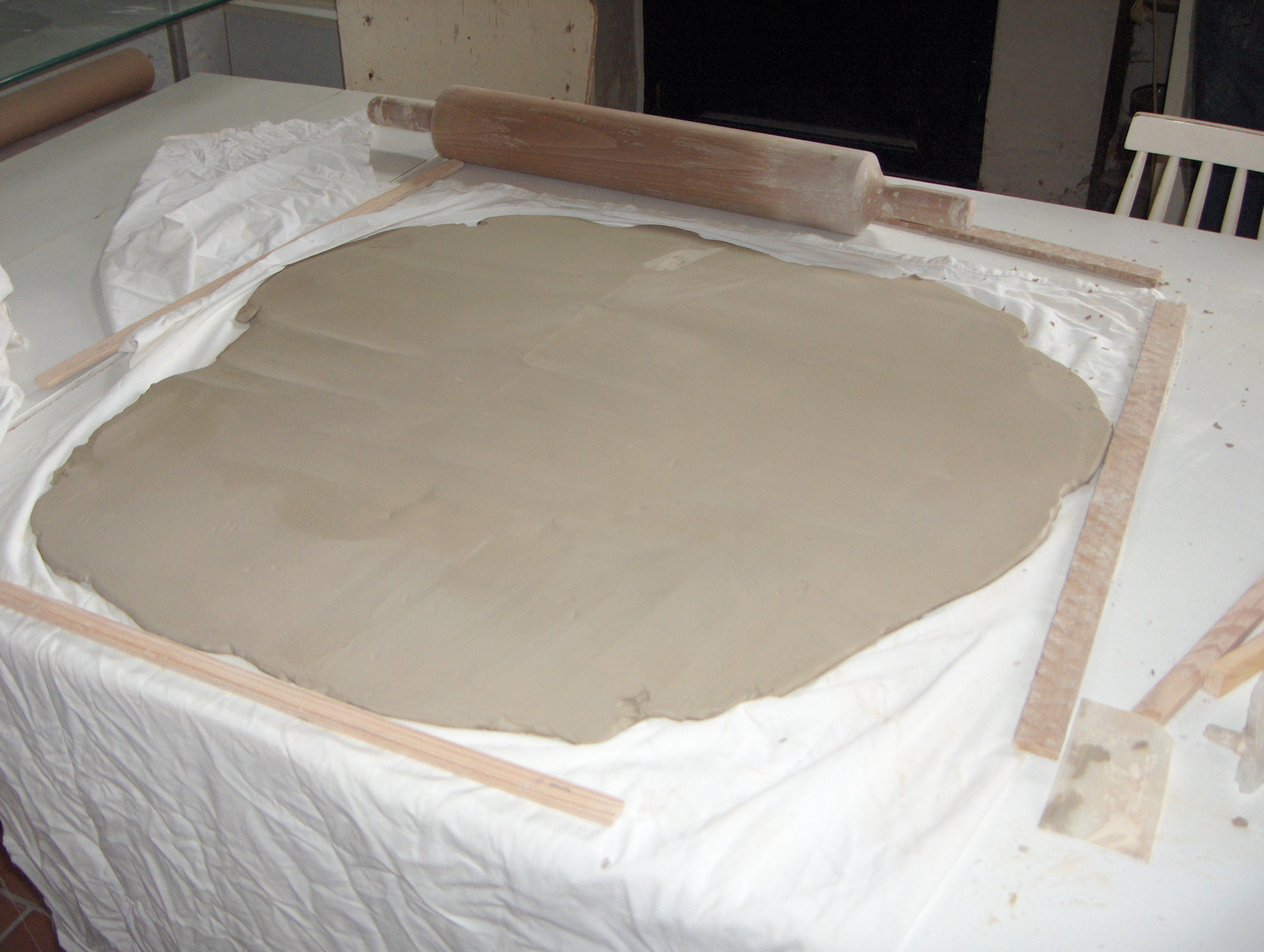
Rolo e réguas de modelagem.
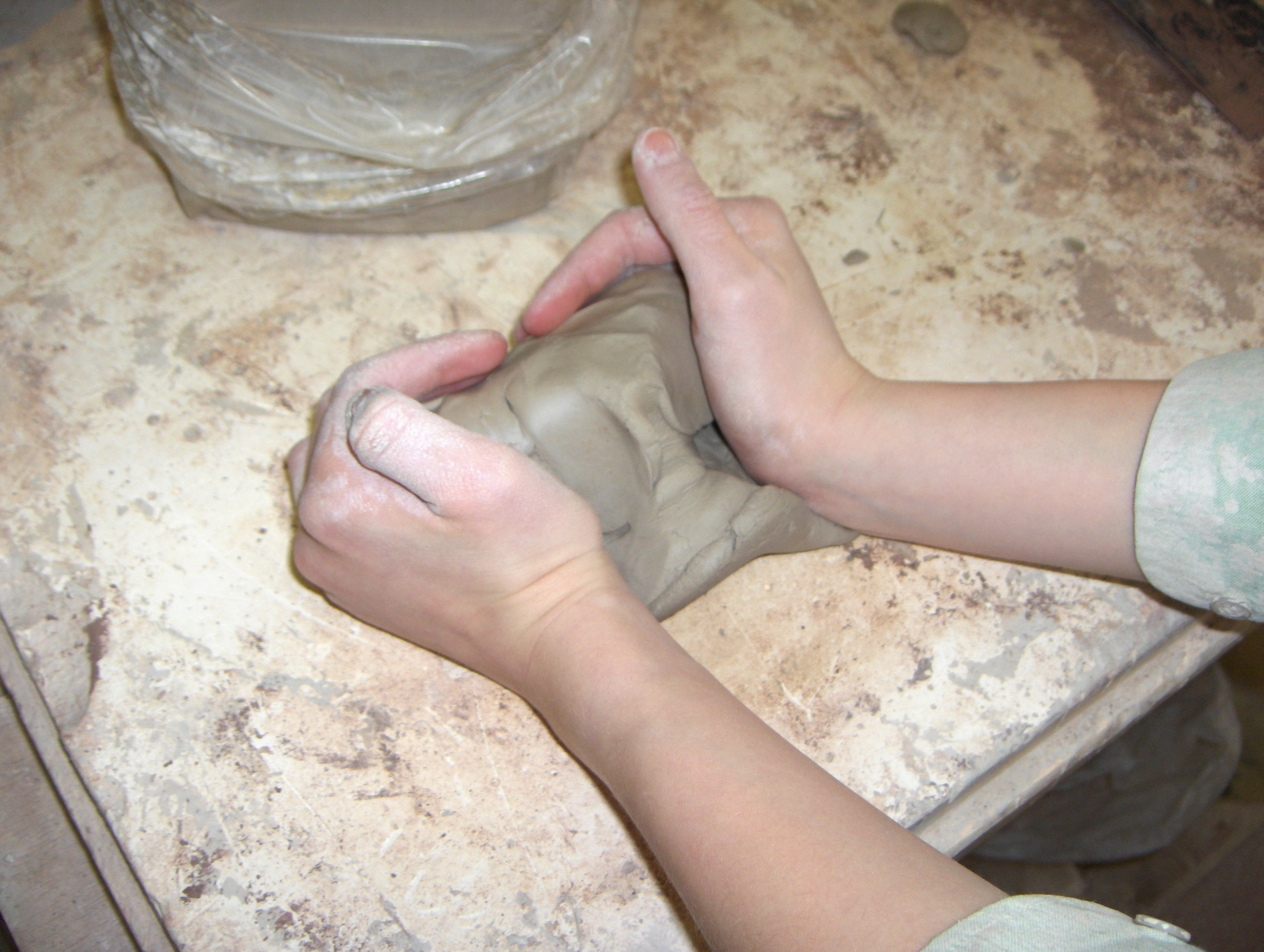
Modelagem manual.
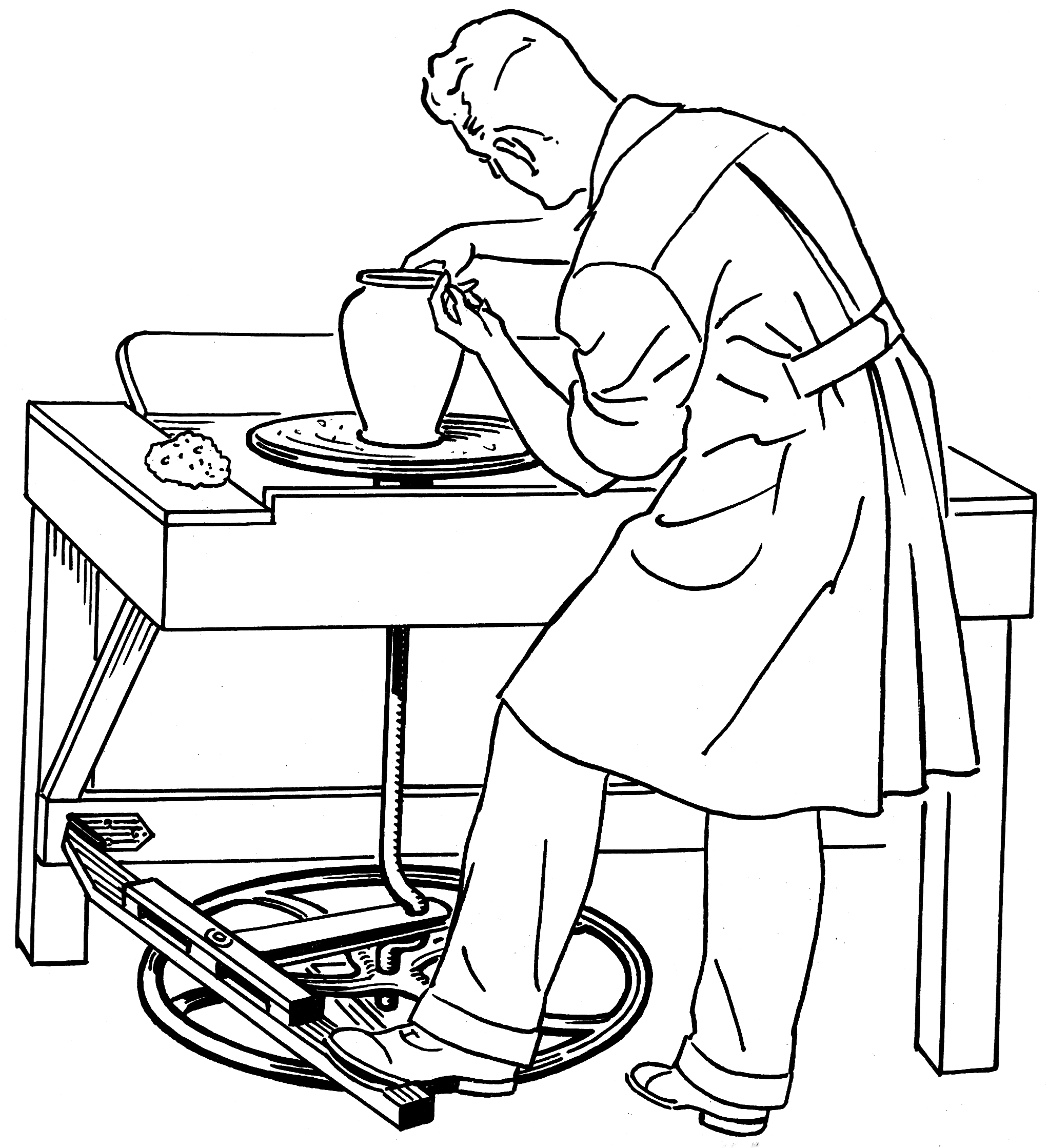
Modelagem em torno.
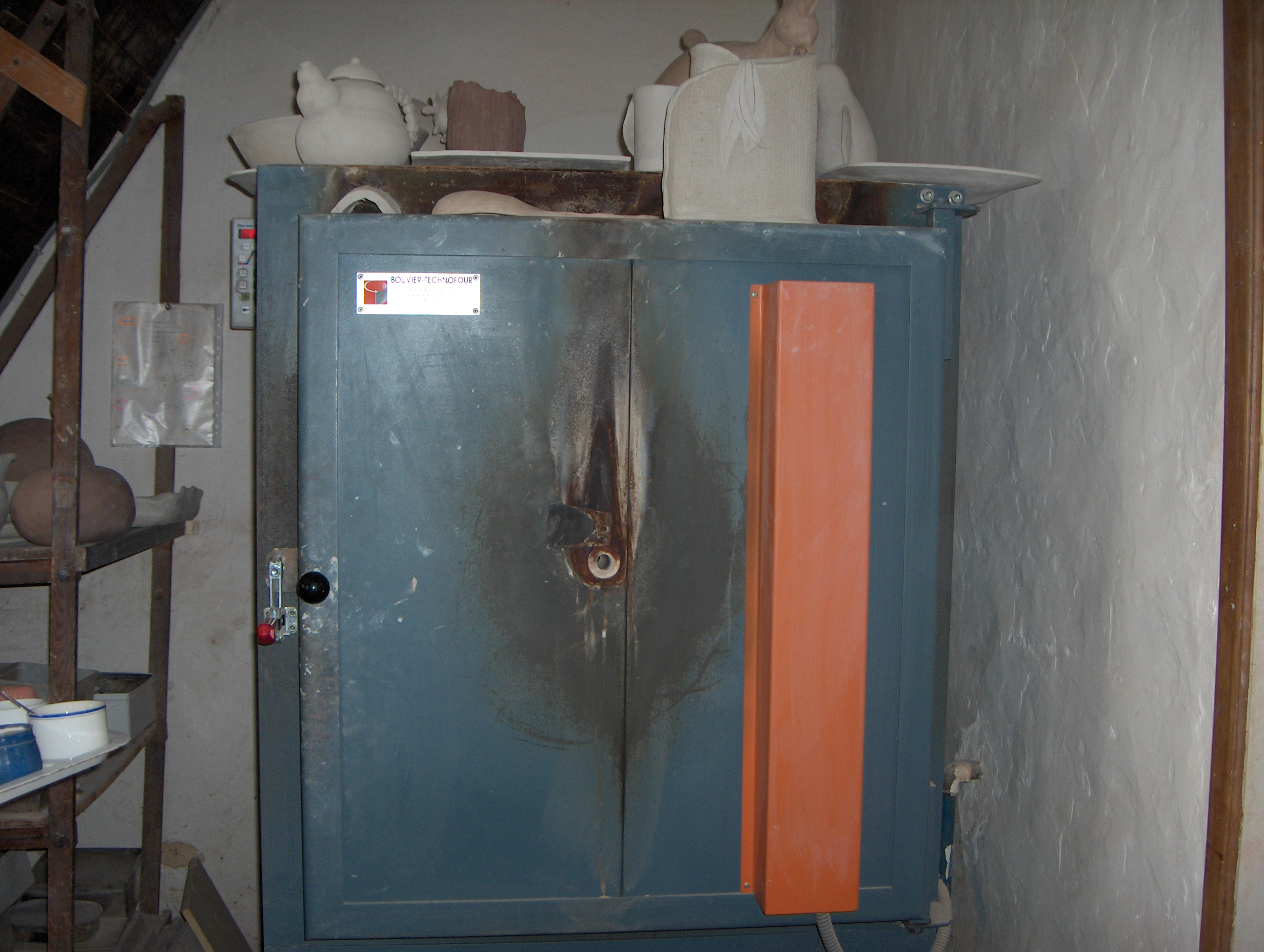
Forno.
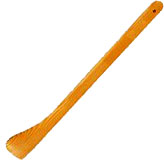
Ferramenta de modelagem (rústica).

## Riscos da atividade
No Brasil contemporâneo, ocorre uma concentração de olarias no interior do país ou em zonas rurais. Em sua maioria, esta fábricas, afastadas dos grandes polos industriais, possuem características semelhantes umas às outras por serem rústicas, centenárias e predominantemente familiares.

### Saúde
Os riscos ocupacionais à saúde do trabalhador em olaria tornam-se presentes quando as técnicas e as atividades são recorrentes e análogas às condições de trabalho praticadas em olarias do final do século XIX ou início do século XX, pois, neste período, não utilizavam-se os equipamentos de proteção individuais recomendados, como luvas, botas e capacetes ou equipamentos de proteção coletiva, tornando-se grande a lista de problemas para os trabalhadores, como: deformidades nos dedos, varizes, problemas respiratórios, irritação nos olhos causados pela exposição direta à fumaça, lombalgias, escolioses, cifoses, perda auditiva, dermatose, problemas de pele, lesão por esforço repetitivo, entre outros. O uso de EPI e EPC é fundamental nas olarias, assim como adaptar novos equipamentos em fábricas seculares e rústicas, como vagonetes para o transporte pesado, esteiras, estufas etc.

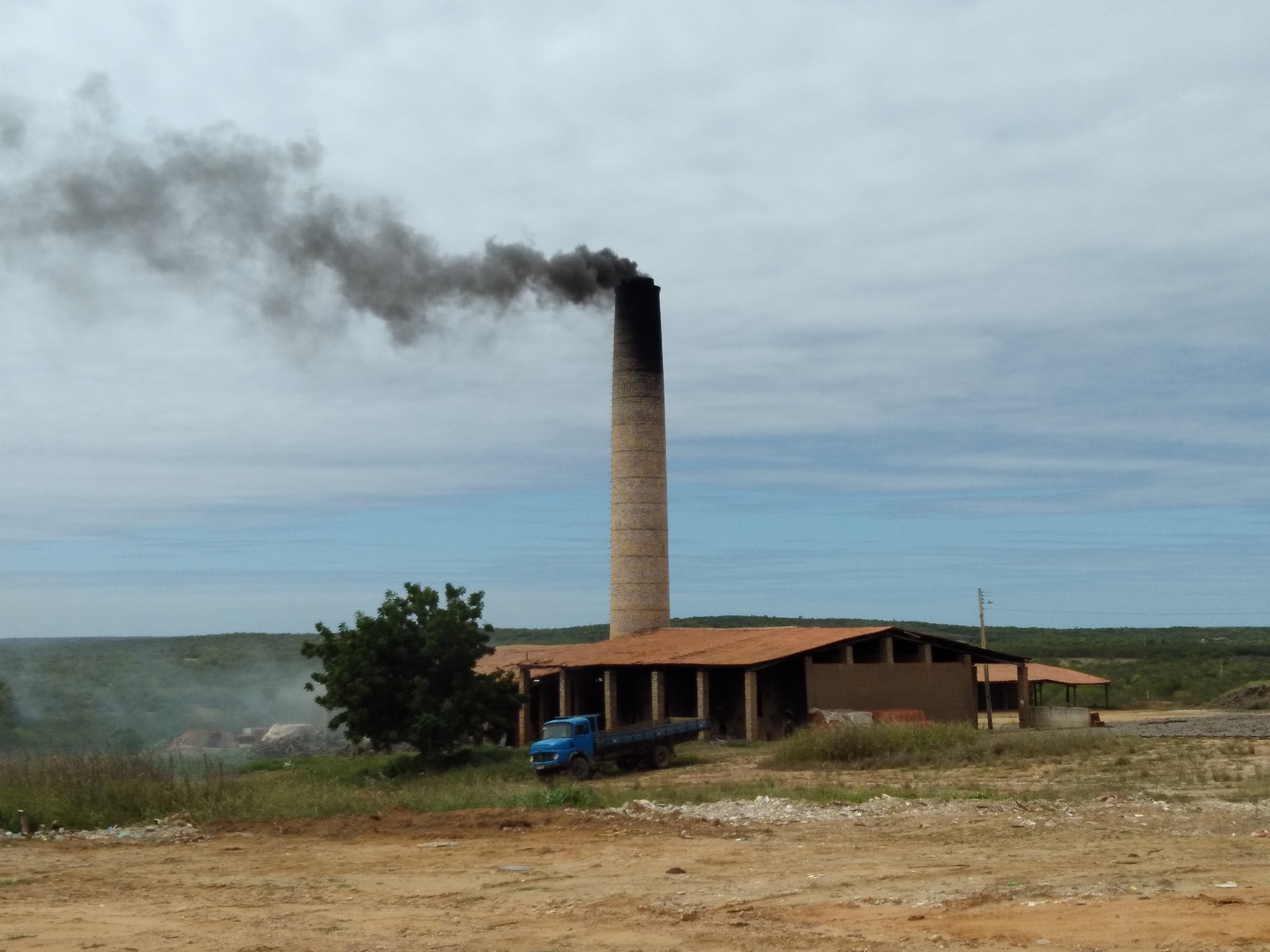
Poluição atmosférica gerada por rústica olaria em Alto Santo, Ceará.

### Meio Ambiente
Outro risco em potencial nas velhas olarias é para com o meio ambiente, podendo as olarias ocasionar desastres ambientais ou contribuir na poluição da região. Locais como os barreiros (local de extração da argila) e os pátios de armazenamento da matéria-prima, o processo fabril e o cozimento do produto em antigos fornos a lenha ou em fornos sem equipamentos adequados (de tratamento e filtro do ar) podem trazer sanções penais e administrativas aos proprietários, além de causar um impacto ambiental para a comunidade em geral.

## Imagens
Modelagem de peças em barro ou argila:

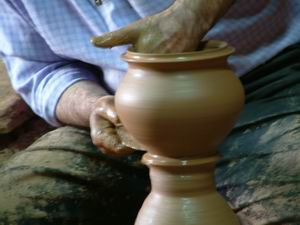
Vaso sendo modelado.
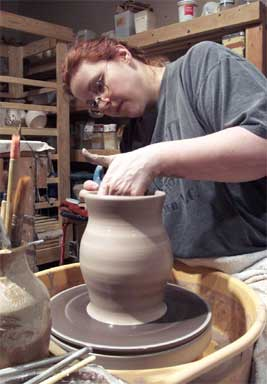
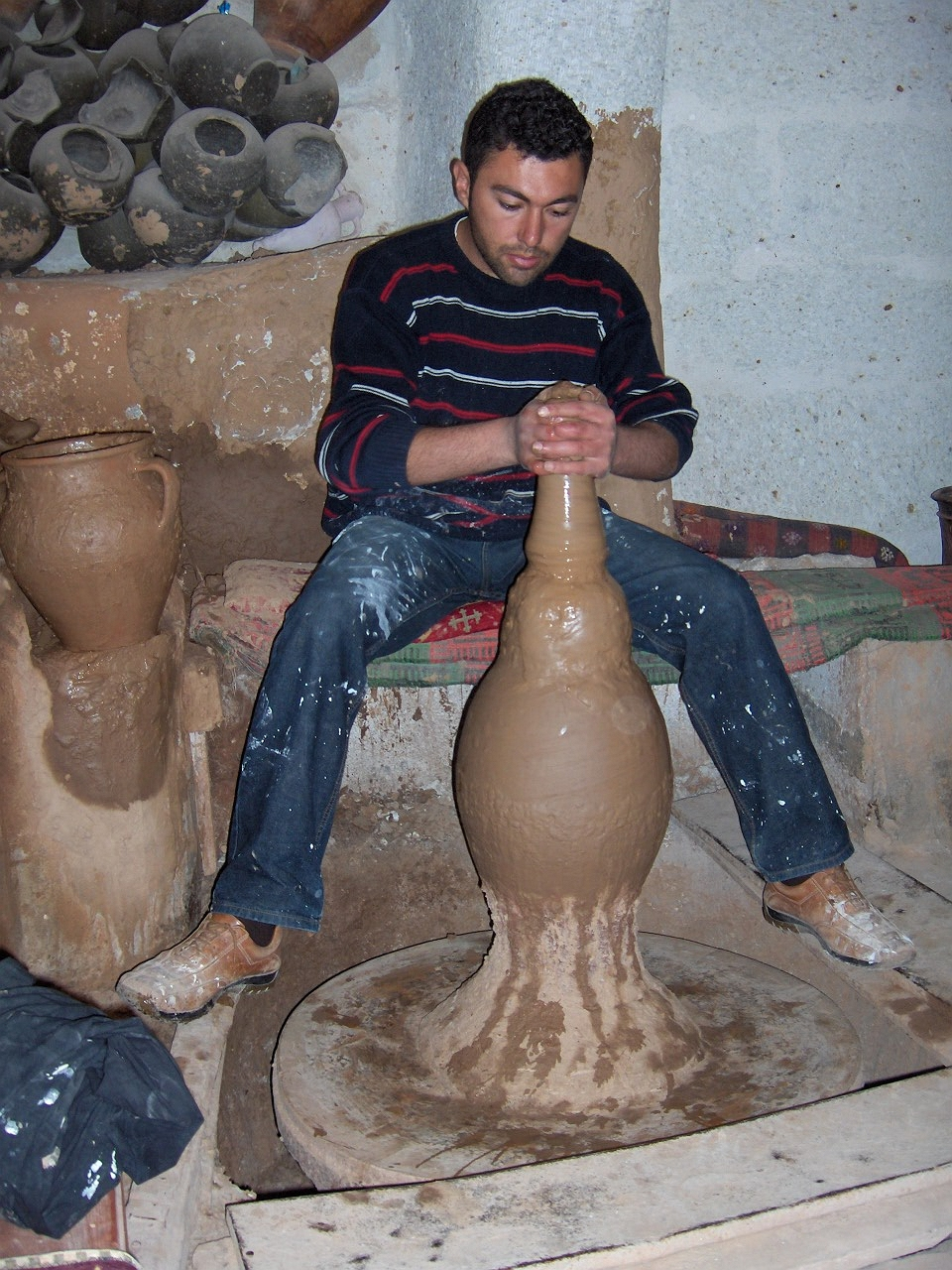
Modelagem manual.
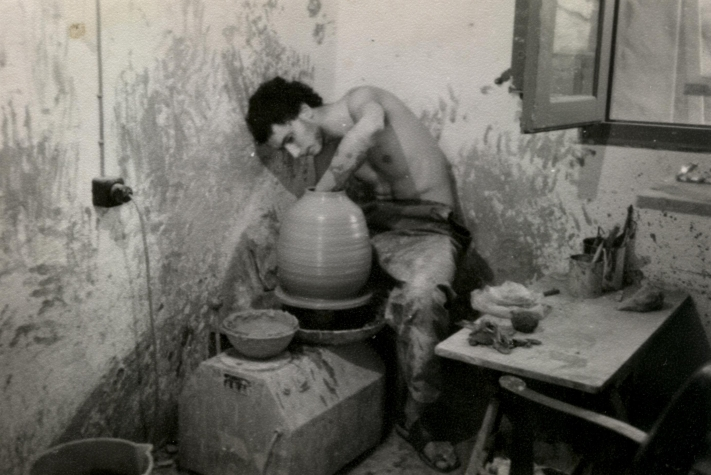

- Modelagem em equipamento elétrico.